# Copestylum hambletoni
Copestylum hambletoni är en tvåvingeart som först beskrevs av Fluke 1951.  Copestylum hambletoni ingår i släktet Copestylum och familjen blomflugor. Inga underarter finns listade i Catalogue of Life.